# Fake (groupe)
Pour les articles homonymes, voir Fake.
Fake est un groupe suédois de new wave, actif entre 1977 et 1985.

## Histoire
Il est formé en 1977. D'abord tourné vers une musique ouvertement rock, le groupe se dirigea peu à peu vers la musique électronique à l'orée des années 1980, et de sa cohorte de groupes à synthétiseurs. 
Fake est ainsi notamment l'auteur de deux tubes, d'abord Donna rouge, grand succès en Italie en 1984, puis surtout, un an plus tard, Brick, sorti chez CBS, qui se classe #1 en Italie et #6 en France. Deux ans plus tard, il sortirent un autre single, Arabian toys. Faute de nouveaux succès, le groupe se sépara cependant peu après, mais en 2001 des plans sont faits pour une reformation, mais rien n'a pu encore aboutir à ce jour.
Le titre Another Brick est repris en 2006 par le DJ français Laurent Wolf.